# 웨스트 하일랜드 화이트 테리어
웨스트 하일랜드 화이트 테리어(West Highland White Terrier)는 영국 스코틀랜드에서 유래된 견종이다. 화이트 테리어 혹은 웨스티라고도 부른다.